# Barranc de Cal Palateres
El barranc de Cal Palateres és un barranc del terme municipal d'Abella de la Conca, a la comarca del Pallars Jussà, a prop -nord-oest- de la Torre d'Eroles.
És afluent per la dreta del riu d'Abella i, per tant, pertany a la conca del Noguera Pallaresa. S'origina en el vessant meridional de la Serra de Carreu.
Neix al sector nord del Serrat de la Gavarnera, prop de la masia de Cal Vidal i de l'antiga masia de Cal Palateres, que li dona el nom. Discorre el primer tram de nord a sud de forma paral·lela pel costat de llevant de la Serra de la Gavarnera, fins que arriba al límit meridional d'aquesta serra, on se li uneix per la dreta el barranc de Cal Calafí, que havia discorregut paral·lel a ell pel costat de ponent del Serrat de la Gavarnera, i encara, també per la dreta, encara se li ajunta un tercer barranc que davallava paral·lel a aquests dos: el barranc del Coll des Eres, o de les Eres.
Continua baixant bàsicament cap al sud, deixant la partida de Torre Montell a l'esquerra, fins que arriba al peu de Puigvent, de les Roques de Calastre i del Clotet de Montebà, on emprèn la direcció sud-oest. Al darrer tram fa el tomb a la Costa dels Arnes, i gira cap al sud, fins i tot lleugerament al sud-est, per atènyer la zona de ponent de la Masia Gurdem, on s'aboca en el riu d'Abella.

## Etimologia
El barranc pren el nom de la masia que era a la capçalera del barranc: Cal Palateres.